# Loch Leathann
Loch Leathann ist ein See auf der schottischen Hebrideninsel Islay. Er ist nicht zu verwechseln mit den Seen Loch Leathan oder Loch Leathan an Sgorra, die ebenfalls auf Islay liegen.

## Beschreibung
Der See liegt in der dünnbesiedelten, hügeligen Region im Osten der Insel etwa 1,5 km westlich des Beinn Dubh. Die nächstgelegene Ortschaft ist das etwa 3,5 km nördlich gelegene Ballygrant. Loch Leathann liegt wenige hundert Meter abseits einer einspurigen Straße, die Ballygrant mit der Gegend um Glenegedale verbindet. Der See weist eine maximale Länge von runs 390 Metern bei einer meximalen Breite von 300 Metern auf. Loch Leathann wird von einem kurzen, am Nordufer einmündenden Bach gespeist, dessen Quelle sich nahe dem 300 Meter nördlich befindlichen Nachbarsee Loch Fada befindet.
Der auf einer Höhe von 126 Metern gelegene Loch Leathann besitzt ein kleines Einzugsgebiet von 27 Hektar. Bei diesem handelt es sich im Wesentlichen aus Heideland (66 %), während Grundwasser 25 % des Zuflusses ausmacht. Aus einer Seefläche von sieben Hektar und einer mittleren Tiefe von 5,0 Metern ergeben sich ein Volumen von rund 0,36 Mio. Kubikmetern und ein Umfang von rund einem Kilometer. Im Osten fließt ein namenloser Bach aus dem See ab, dessen Lauf bald nach Westen dreht und über den Barr und den Laggan in die Laggan Bay entwässert.

## Umgebung
Etwa einen Kilometer nordöstlich des Sees an den Hängen des Beinn Dubh befinden sich die Überreste eines Duns. Dieser umfasste ein Areal von 27 m × 22 m und war von einer 2,5 m, im Südwesten sogar 6,1 m mächtigen, heute maximal 30 cm hohen Mauer umfriedet. Innerhalb der Mauern sind heute nur noch die Überreste eines rechteckigen Gebäudes aus neuerer Zeit zu sehen.
In der Umgebung des Sees wurde früher Blei abgebaut.